# Laiaküla (Tallinn)
Laiaküla est un quartier du district de  Pirita  à Tallinn en Estonie.

## Description
En 2019, le quartier Laiaküla compte 236 habitants.
Sa superficie est de 1,59 km2.
Ses quartiers limitrophes sont Iru, Kloostrimetsa ja Lepiku et le village Laiaküla de la  commune de Viimsi.
Laiaküla se trouve en partie dans la zone de protection paysagère de la vallée de la rivière Pirita (et).
La majeure partie du territoire est couverte de bosquets et de zones forestières.
Les rues du quartier sont Kassikäpa tee, Naistepuna tee, Piipheina tee, Põdrakanepi tee, Pärnaõie tee, Kiviaia tee, Kloostrimetsa tee, Laiaküla tee, Miku tee, Muuga tee, Pruuali tee, Pärnamäe tee et Ristaia tee

## Population
| 2008 | 2010 | 2011 | 2012 | 2013 | 2014 | 2015 |
| ---- | ---- | ---- | ---- | ---- | ---- | ---- |
| 127  | 134  | 134  | 164  | 173  | 178  | 197  |

| 2016 | 2017 | 2018 | 2019 | 2020 | 2021 | 2022 |
| ---- | ---- | ---- | ---- | ---- | ---- | ---- |
| 216  | 233  | 238  | 236  | 263  | 263  | 272  |

## Transports
Les lignes de bus n° 34А, 38 et 49 desservent le quartier.